# Rio Parateí
Rio Parateí är ett vattendrag i Brasilien.   Det ligger i delstaten São Paulo, i den sydöstra delen av landet, 800 km söder om huvudstaden Brasília.
Omgivningarna runt Rio Parateí är en mosaik av jordbruksmark och naturlig växtlighet. Runt Rio Parateí är det tätbefolkat, med 570 invånare per kvadratkilometer.